# Palpita cincinnatalis
Palpita cincinnatalis là một loài bướm đêm trong họ Crambidae.